# Interamma moati
Interamma moati är en insektsart som först beskrevs av Van Stalle 1987.  Interamma moati ingår i släktet Interamma och familjen Derbidae. Inga underarter finns listade i Catalogue of Life.